# Versorgungskasse
Versorgungskassen sind in Deutschland meist in der Rechtsform der Körperschaft des öffentlichen Rechts organisiert und mit der Beamtenversorgung betraut.

## Allgemeines
Versorgungskassen sind auf Landesebene organisiert und wurden aufgrund eines spezifischen Gesetzes errichtet. So sind die 1888 gegründeten Rheinischen Versorgungskassen in Köln-Deutz aufgrund des „Gesetzes über die kommunalen Versorgungskassen und Zusatzversorgungskassen im Lande Nordrhein-Westfalen“ gegründet worden, das auch für die Kommunale Versorgungskassen Westfalen-Lippe gilt. Pflichtmitglieder der kommunalen Versorgungskassen sind die kreisangehörigen Gemeinden ihres Geschäftsbereichs mit Ausnahme der Städte, andere Gemeinden und Gemeindeverbände und sonstige Körperschaften, Anstalten und Stiftungen des öffentlichen Rechts. Landtagsfraktionen sowie kommunale Spitzenverbände und vergleichbare kommunale Spitzenorganisationen können als freiwillige Mitglieder zugelassen werden, soweit sie ihren Sitz im Geschäftsbereich der Versorgungskassen haben. 
Die berufsständische Versorgung wird durch Versorgungskassen der Ärzte, Apotheker, Anwälte, Künstler usw. sichergestellt (etwa die Bayerische Ärzteversorgung). 

## Aufgaben
Neben der Beamtenversorgung (etwa Zahlung der Versorgungsbezüge, Dienstunfallfürsorge) gibt es noch die treuhänderische Vermögensverwaltung der Versorgungsrücklagen, die Berechnung, Festsetzung und Zahlung der Beihilfen, Zahlung der Beamtenbesoldung, Abrechnung der Reisekosten und Zusatzversorgung. Letztere wird oft durch eigenständige Zusatzversorgungskassen wahrgenommen. Außer für Beamte werden diese Aufgaben auch für Beschäftigte im öffentlichen Dienst übernommen.
Üblicherweise bilden die Versorgungskassen kein eigenes Sicherungsvermögen für künftige Pensionsleistungen, sondern finanzieren die laufenden Pensionszahlungen und die eigenen Verwaltungskosten durch einheitliche Umlagen der Pflichtmitglieder.

## Weitere Versorgungskassen
Die Versorgungsanstalt des Bundes und der Länder ist die größte deutsche Zusatzversorgungskasse im öffentlichen Dienst. Unter anderem gibt es zudem die Bayerische Versorgungskammer (als Oberbehörde des Freistaats Bayern organisiert), Kommunaler Versorgungsverband Baden-Württemberg, Kommunale Versorgungskassen Kurhessen-Waldeck oder die Versorgungskasse für Pfarrer und Kirchenbeamte.